# Jagdgeschwader 52

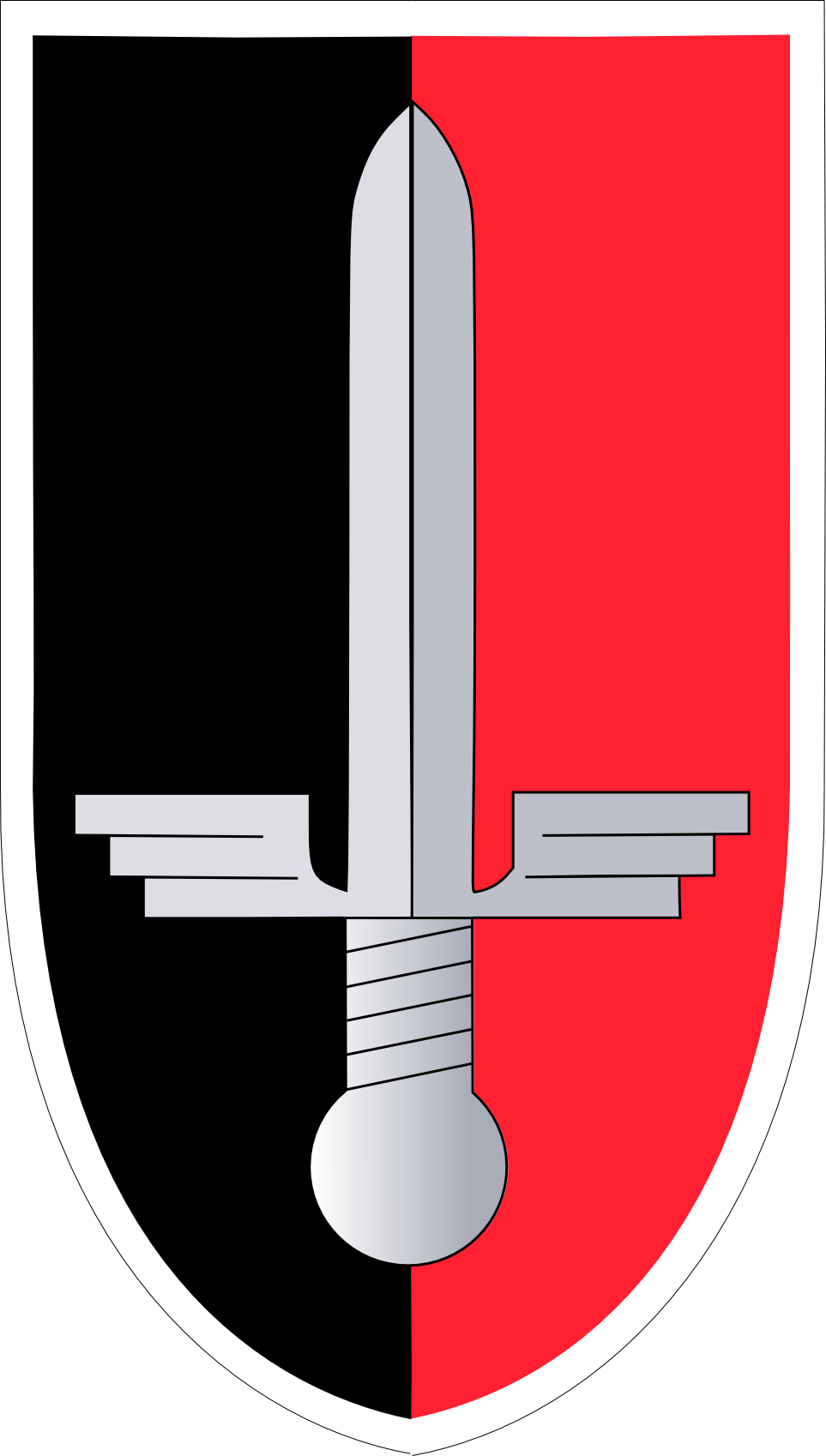
Znak eskadry JG 52

Jagdgeschwader 52 (zkr.: JG 52) byla nejúspěšnější stíhací eskadra německé Luftwaffe za druhé světové války, během níž dosáhla více než 10 000 sestřelů nepřátelských letadel. Byla domovskou jednotkou tří nejúspěšnějších stíhacích es Luftwaffe – Ericha Hartmanna, Gerharda Barkhorna a Günthera Ralla. Jednotka létala v průběhu druhé světové války na různých typech stíhačky Messerschmitt Bf 109. Existence této eskadry je datována mezi lety 1939–1945.